# Osmia yanbianensis
Osmia yanbianensis är en biart som beskrevs av Wu 2004. Osmia yanbianensis ingår i släktet murarbin, och familjen buksamlarbin. Inga underarter finns listade i Catalogue of Life.